# Elecciones a la Asamblea de Ceuta de 1995
Las elecciones a la Asamblea de Ceuta de 1995 se celebraron el 28 de mayo, siendo las primeras con Ceuta con Estatuto de Autonomía propio y bajo el estatus de ciudad autónoma. En ellas venció el partido Progreso y Futuro de Ceuta, que formó gobierno hasta julio de 1996 con Ceuta Unida y PSOE, con Basilio Fernández como Alcalde-Presidente. En julio de 1996 este pacta el gobierno con el PP, sustituyéndole en la presidencia Jesús Cayetano Fortes Ramos, motivo por el cual Basilio Fernández es expulsado de PFC y retorna al PSOE.
| ← Elecciones a la Asamblea de Ceuta de 1995 → |                                               |           |       |       |         |     |
| Presidente y gobierno | Partido                                       | Candidato | Votos | %     | Escaños | +/- |
| - Alcalde-Presidente: Basilio Fernández (junio de 1995-julio de 1996) (PFC) Jesús Cayetano Fortes Ramos (julio de 1996-agosto de 1999) (PP) - Gobierno: PFC-CEU-PSOE (1995-julio de 1996) PFC-PP (julio de 1996-1999) - Censo: 50 945 - Votantes: 28.861 (56,7%) - Abstención: 22.084 (43,3%) - Válidos: 28.739 - A candidatura: 28.457 (99,0%) | Partido Popular de Ceuta (PP)                 |           | 8.867 | 31,16 | 9       | +3  |
| - Alcalde-Presidente: Basilio Fernández (junio de 1995-julio de 1996) (PFC) Jesús Cayetano Fortes Ramos (julio de 1996-agosto de 1999) (PP) - Gobierno: PFC-CEU-PSOE (1995-julio de 1996) PFC-PP (julio de 1996-1999) - Censo: 50 945 - Votantes: 28.861 (56,7%) - Abstención: 22.084 (43,3%) - Válidos: 28.739 - A candidatura: 28.457 (99,0%) | Progreso y Futuro de Ceuta (PFC)              |           | 5.778 | 20,30 | 6       | -5  |
| - Alcalde-Presidente: Basilio Fernández (junio de 1995-julio de 1996) (PFC) Jesús Cayetano Fortes Ramos (julio de 1996-agosto de 1999) (PP) - Gobierno: PFC-CEU-PSOE (1995-julio de 1996) PFC-PP (julio de 1996-1999) - Censo: 50 945 - Votantes: 28.861 (56,7%) - Abstención: 22.084 (43,3%) - Válidos: 28.739 - A candidatura: 28.457 (99,0%) | Ceuta Unida (CEU)                             |           | 4.171 | 14,66 | 4       | +2  |
| - Alcalde-Presidente: Basilio Fernández (junio de 1995-julio de 1996) (PFC) Jesús Cayetano Fortes Ramos (julio de 1996-agosto de 1999) (PP) - Gobierno: PFC-CEU-PSOE (1995-julio de 1996) PFC-PP (julio de 1996-1999) - Censo: 50 945 - Votantes: 28.861 (56,7%) - Abstención: 22.084 (43,3%) - Válidos: 28.739 - A candidatura: 28.457 (99,0%) | Partido Socialista Obrero Español (PSOE)      |           | 3.770 | 13,25 | 3       | =   |
| - Alcalde-Presidente: Basilio Fernández (junio de 1995-julio de 1996) (PFC) Jesús Cayetano Fortes Ramos (julio de 1996-agosto de 1999) (PP) - Gobierno: PFC-CEU-PSOE (1995-julio de 1996) PFC-PP (julio de 1996-1999) - Censo: 50 945 - Votantes: 28.861 (56,7%) - Abstención: 22.084 (43,3%) - Válidos: 28.739 - A candidatura: 28.457 (99,0%) | Partido Socialista del Pueblo de Ceuta (PSPC) |           | 2.307 | 8,11  | 2       | =   |
| - Alcalde-Presidente: Basilio Fernández (junio de 1995-julio de 1996) (PFC) Jesús Cayetano Fortes Ramos (julio de 1996-agosto de 1999) (PP) - Gobierno: PFC-CEU-PSOE (1995-julio de 1996) PFC-PP (julio de 1996-1999) - Censo: 50 945 - Votantes: 28.861 (56,7%) - Abstención: 22.084 (43,3%) - Válidos: 28.739 - A candidatura: 28.457 (99,0%) | Partido Democrático y Social de Ceuta (PDSC)  |           | 1.449 | 5,09  | 1       | +1  |
| - Alcalde-Presidente: Basilio Fernández (junio de 1995-julio de 1996) (PFC) Jesús Cayetano Fortes Ramos (julio de 1996-agosto de 1999) (PP) - Gobierno: PFC-CEU-PSOE (1995-julio de 1996) PFC-PP (julio de 1996-1999) - Censo: 50 945 - Votantes: 28.861 (56,7%) - Abstención: 22.084 (43,3%) - Válidos: 28.739 - A candidatura: 28.457 (99,0%) | Coalición Electoral Musulmana (CEM)           |           | 1.111 | 3,90  | 0       |     |
| - Alcalde-Presidente: Basilio Fernández (junio de 1995-julio de 1996) (PFC) Jesús Cayetano Fortes Ramos (julio de 1996-agosto de 1999) (PP) - Gobierno: PFC-CEU-PSOE (1995-julio de 1996) PFC-PP (julio de 1996-1999) - Censo: 50 945 - Votantes: 28.861 (56,7%) - Abstención: 22.084 (43,3%) - Válidos: 28.739 - A candidatura: 28.457 (99,0%) | Izquierda Unida (IU)                          |           | 510   | 1,79  | 0       |     |
| - Alcalde-Presidente: Basilio Fernández (junio de 1995-julio de 1996) (PFC) Jesús Cayetano Fortes Ramos (julio de 1996-agosto de 1999) (PP) - Gobierno: PFC-CEU-PSOE (1995-julio de 1996) PFC-PP (julio de 1996-1999) - Censo: 50 945 - Votantes: 28.861 (56,7%) - Abstención: 22.084 (43,3%) - Válidos: 28.739 - A candidatura: 28.457 (99,0%) | Ceuta Primero (CP)                            |           | 407   | 1,43  | 0       |     |
| - Alcalde-Presidente: Basilio Fernández (junio de 1995-julio de 1996) (PFC) Jesús Cayetano Fortes Ramos (julio de 1996-agosto de 1999) (PP) - Gobierno: PFC-CEU-PSOE (1995-julio de 1996) PFC-PP (julio de 1996-1999) - Censo: 50 945 - Votantes: 28.861 (56,7%) - Abstención: 22.084 (43,3%) - Válidos: 28.739 - A candidatura: 28.457 (99,0%) | Partido Ceutí (PC)                            |           | 87    | 0,31  | 0       |     |
| - Alcalde-Presidente: Basilio Fernández (junio de 1995-julio de 1996) (PFC) Jesús Cayetano Fortes Ramos (julio de 1996-agosto de 1999) (PP) - Gobierno: PFC-CEU-PSOE (1995-julio de 1996) PFC-PP (julio de 1996-1999) - Censo: 50 945 - Votantes: 28.861 (56,7%) - Abstención: 22.084 (43,3%) - Válidos: 28.739 - A candidatura: 28.457 (99,0%) | Centro Democrático y Social (CDS)             |           | N/A   | N/A   | 0       | -1  |
| - Alcalde-Presidente: Basilio Fernández (junio de 1995-julio de 1996) (PFC) Jesús Cayetano Fortes Ramos (julio de 1996-agosto de 1999) (PP) - Gobierno: PFC-CEU-PSOE (1995-julio de 1996) PFC-PP (julio de 1996-1999) - Censo: 50 945 - Votantes: 28.861 (56,7%) - Abstención: 22.084 (43,3%) - Válidos: 28.739 - A candidatura: 28.457 (99,0%) | En blanco                                     |           | 282   | 1,0   | N/A     | N/A |
| - Alcalde-Presidente: Basilio Fernández (junio de 1995-julio de 1996) (PFC) Jesús Cayetano Fortes Ramos (julio de 1996-agosto de 1999) (PP) - Gobierno: PFC-CEU-PSOE (1995-julio de 1996) PFC-PP (julio de 1996-1999) - Censo: 50 945 - Votantes: 28.861 (56,7%) - Abstención: 22.084 (43,3%) - Válidos: 28.739 - A candidatura: 28.457 (99,0%) | Nulos                                         |           |       |       | N/A     | N/A |